# Amonifikacja
Amonifikacja (łac. ammoniacum ‘amoniak’, facio ‘czynię’) – proces przemiany azotu zawartego w związkach organicznych (głównie w białkach, kwasach nukleinowych, moczniku i kwasie moczowym), pochodzącego ze szczątków roślinnych i zwierzęcych, do amoniaku, zachodzący przy udziale mikroorganizmów (zwłaszcza bakterii amonifikacyjnych). Jest jednym z ogniw cyklu azotowego (obiegu azotu w przyrodzie), dzięki niemu organiczny azot staje się przyswajalny dla roślin. Fakt ten wykorzystywany jest w rolnictwie (stosowanie nawozów organicznych).
Amonifikacja zachodzi zarówno w warunkach tlenowych, jak i beztlenowych – nie wymaga udziału tlenu.